# Víctor Trossero
Oscar Víctor Trossero (Gödeken, 15 de setembro de 1953 – Rosário, 12 de outubro de 1983) foi um futebolista argentino que jogava como atacante.

## Carreira
Famoso por seus dribles curtos, iniciou sua carreira profissional no Boca Juniors, em 1972. Teve ainda passagens pelo Racing e pelo Unión de Santa Fé até 1978, quando mudou-se para a França, onde defenderia Nantes, Monaco e Montpellier. Pelos Canários, Trossero foi campeão nacional em 1979–80 e uma Copa da França.
Voltou à Argentina em 1982 para atuar no River Plate, fazendo 7 gols em 22 jogos. Pela Seleção Argentina, disputou 3 jogos em 1977.

## Morte
Em 12 de outubro de 1983, após a derrota do River Plate por 2 a 1 para o Rosario Central, Trossero desmaiou durante o banho. Mesmo com as tentativas de reanimação e sua transferência para um hospital em Rosário, o atacante faleceu às 22 horas e 15 minutos do mesmo dia. A causa oficial de sua morte foi um aneurisma cerebral.

## Títulos
Nantes
- Ligue 1: 1979–80
- Copa da França: 1978–79